# Wurmbea monantha
Wurmbea monantha är en tidlöseväxtart som först beskrevs av Stephan Ladislaus Endlicher, och fick sitt nu gällande namn av Terry Desmond Macfarlane. Wurmbea monantha ingår i släktet Wurmbea och familjen tidlöseväxter. Inga underarter finns listade i Catalogue of Life.